# Евгений Хмарук
Евгений Хмарук (на румънски: Evghenii Hmaruc) е молдовски футболист, вратар.
Роден на 13 юни 1977 г. в Тираспол (Молдова). В ЦСКА от началото на 2004 г. Играл е за отборите на Динамо (Санкт Петербург), Черноморец (Одеса), Неа Саламина и Тилигул (Тираспол). Молдовски национал. Женен.